# 그룹 오브 나인

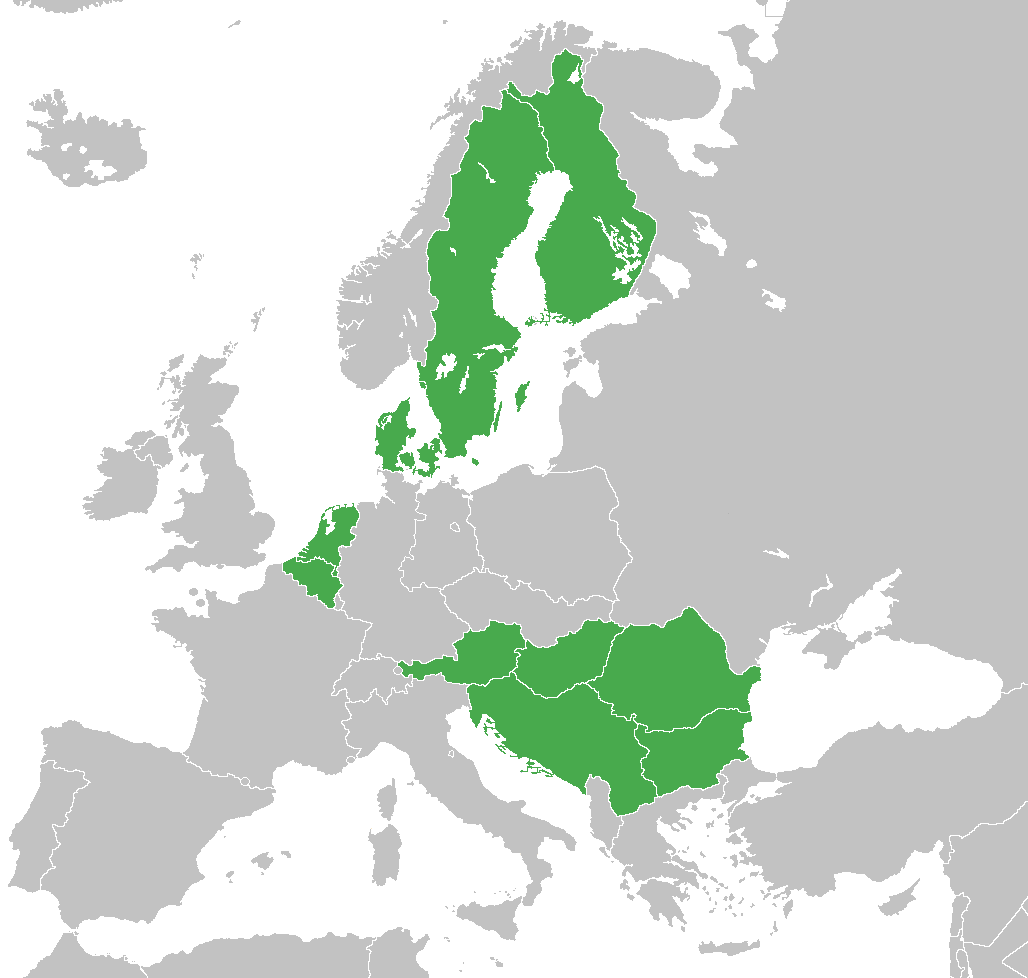
1967년, 그룹 오브 나인의 회원국.

그룹 오브 나인(Group of Nine, G9) 또는 9 그룹, 그룹 오브 9는 유럽의 상호 이익 문제를 해결하기 위해 종종 모였던 오스트리아, 벨기에, 덴마크, 노르웨이, 핀란드, 스웨덴, 불가리아 인민공화국, 헝가리 인민공화국, 루마니아 사회주의 공화국과 유고슬라비아 사회주의 연방공화국을 가리킨다. 1965년, 9개국이 국제 연합에 한 연구를 발표하면서 형성되어, 1965년 12월에 유엔 총회에서 만창일치로 채택된 유럽의 동서 협력을 추구하는 결의안 2129호를 공동 발의하기에 이르렀다. 1967년에는 네덜란드 의회의 결정으로 네덜란드가 가입하면서 그룹 오브 텐(Group of Ten)이 되었다. 1968년에 바르샤바 조약군의 체코슬로바키아 침공이 일어나자 의견을 조율하려 노력했으나, 실패하였고, 이후 해산되었다. 현재 해체된 유고슬라비아를 제외하고는 그룹 오브 나인 또는 그룹 오브 텐에 있었던 국가들은 모두 유럽 연합의 회원국이다.

## 회원국
형성 초기부터 있던 회원국
 오스트리아
 벨기에
 덴마크
 노르웨이
 핀란드
 스웨덴
 불가리아
 루마니아
 유고슬라비아
후에 참가한 회원국
 네덜란드

## 같이 보기
- 유고슬라비아-유럽 경제 공동체 관계